# 课程理论
课程论，教育学的一门分支学科。主要研究课程的设计、编制和课程改革问题。
现代影响较大的课程理论主要有三大类：
- 学科课程理论：强调以学术为中心。
- 人本主义课程理论：强调以学生发展为中心。
- 社会改造主义课程理论：强调以社会问题为中心。